# Campanula collina
Campanula collina là loài thực vật có hoa trong họ Hoa chuông. Loài này được Sims mô tả khoa học đầu tiên năm 1806.